# گیل‌ویل (نیویورک)
گیل‌ویل (به انگلیسی: Galeville) یک منطقهٔ مسکونی در ایالات متحده آمریکا است که در شهرستان اونانداگا، نیویورک واقع شده‌است. گیل‌ویل ۳٫۰ کیلومتر مربع مساحت و ۴٬۶۱۷ نفر جمعیت دارد و ۱۲۹ متر بالاتر از سطح دریا واقع شده‌است.